# Karol Robert
Karol Robert, Karol I Robert węg. I. Károly, Károly Róbert (ur. 1288 w Neapolu, zm. 16 lipca 1342 w Wyszehradzie) – pierwszy z Andegawenów na tronie węgierskim (od 1308), koronowany w 1310 roku. Członek bocznej linii dynastii Kapetyngów. Jedyny syn Karola Martela (tytularnego króla Węgier w latach 1290–1295) z rodu Andegawenów i Klemencji Habsburg (córki króla Rudolfa I Habsburga).

## Walka o tron węgierski

### Wczesne lata
Karol Robert urodził się w 1288 roku. Był jedynym synem Karola Martela i Klemencji Habsburżanki. Był spokrewniony z rządzącą Węgrami dynastią Arpadów (był prawnukiem króla Stefana V).  
Miał 2 siostry: Klemencję , królową Francji i Nawarry, drugą żonę Ludwika X i matkę króla Jana I Pogrobowca oraz Beatrycze, delfinę Vienne. 
Po śmierci ojca, który był tytularnym królem Węgier w 1295 roku, Karol Robert wysunął własne roszczenia do tronu. Został on jednak pozbawiony praw do królestwa Neapolu przez papieża Bonifacego VIII w 1297 roku. Papież poparł jednak jego kandydaturę na króla Węgier. 

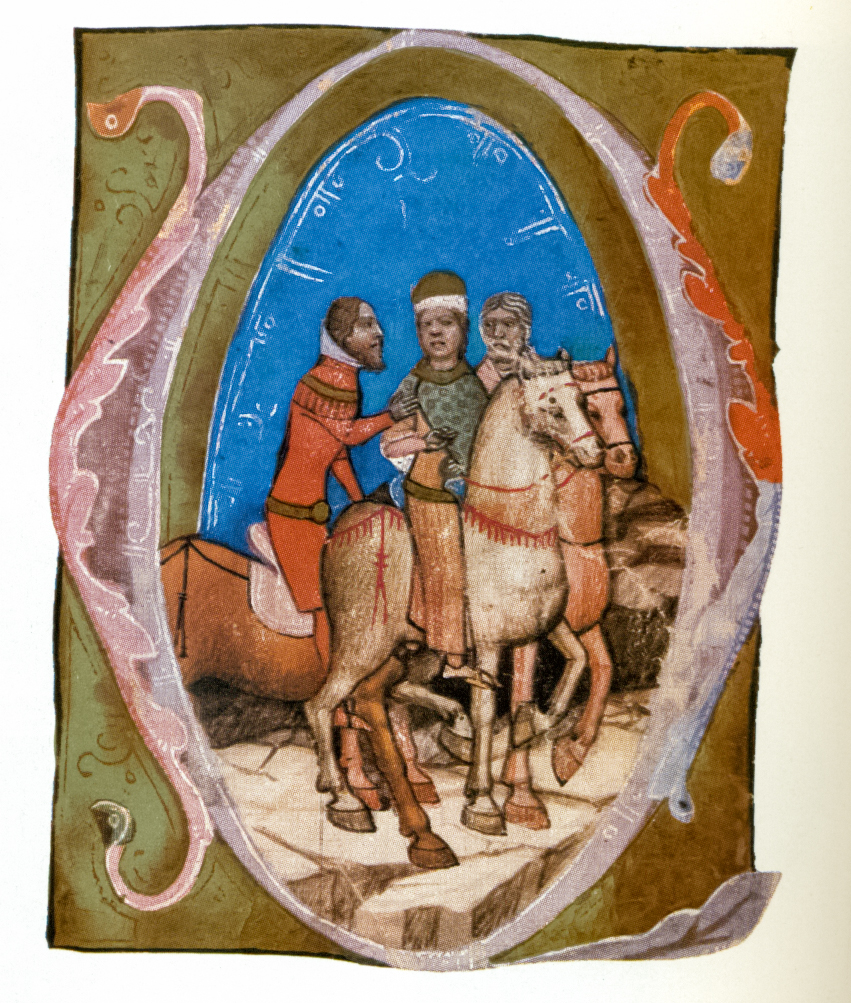
Przyjazd Karola Roberta na Węgry (Kronika Ilustrowana)

### Konflikt z Andrzejem III
Karol Robert otrzymał też poparcie od części możnowładców niezadowolonych z rządów króla Andrzeja III. Wyprawę pomógł też sfinansować król Neapolu. Dzięki temu Karol Robert zorganizował wyprawę i w czerwcu 1300 roku pojawił się w Splicie gdzie jego władzę nad Węgrami uznał arcybiskup ostrzyhomski Grzegorz i większość chorwackich możnowładców. Karol Robert został też koronowany przez biskupa Grzegorza na króla. Zwyczaj jednak wymagał, aby władcę koronować koroną św. Stefana, więc uznano koronację za nieważną. Wkrótce jednak Karol Robert musiał wycofać się z Węgier.

### Zmagania z Przemyślidami
Po śmierci Andrzeja III i wygaśnięciu dynastii Arpadów 14 stycznia 1301 roku na sejmie w Budzie na tron zaproszono króla Czech – Wacława II. Niedługo potem udał się na wyprawę do Węgier i osadził on na tronie swego syna Wacława III koronowanego w sierpniu 1301 roku. Wacław III jako król Węgier przyjął imię Władysław V. Część możnych wolała jednak na tronie Karola Roberta. Bonifacy VIII w 1303 roku ogłosił Karola Roberta prawowitym królem Węgier. Faktycznym władcą wciąż jednak był Wacław III, aczkolwiek większość magnatów była w tym czasie właściwie niezależna (np. Amadej Aba i Mateusz Czak). Bonifacy VIII wysłał też swojego legata – Mikołaja Bocassiniego, który służył pomocą Karolowi Robertowi. Młody Andegawen uzyskał też poparcie ze strony Albrechta Habsburga i Władysława Łokietka, którzy byli w konflikcie z Przemyślidami. W 1304 roku Wacław II udał się do Węgier, gdzie pozycja jego syna była podkopywana przez węgierskich możnowładców. W wyniku utraty poparcia dla jego syna i groźby najazdu ze strony Albrechta Habsburga Wacław II powrócił do Czech zabierając Wacława III i koronę św. Stefana.

### Wojna z Ottonem III
Karol Robert w 1304 roku zawarł sojusz z księciem Austrii – Rudolfem III. W wyniku sojuszu obaj władcy najechali na królestwo Czech w sierpniu 1304 roku. Po śmierci Wacława II jego syn Wacław III zrzekł się swoich roszczeń do Węgier i korony św. Stefana na rzecz Ottona III Bawarskiego, który był wnukiem króla Beli IV. Po przyjeździe na Węgry Otton koronował się na króla i przyjął imię Beli V. Koronacja ta nie miała jednak mocy prawnej, gdyż Otton nie został koronowany przez arcybiskupa ostrzyhomskiego Grzegorza, który sprzyjał Andegawenom. W tym czasie na Węgrzech panował chaos, w wyniku którego Otton III Bawarski został uwięziony przez wojewodę siedmiogrodzkiego w 1307 roku. Otton jednak po jakimś czasie wyszedł na wolność i powrócił do Bawarii. Bela V do końca życia tytułował się królem Węgier, jednak nigdy nie powrócił do kraju. W tym też czasie większość możnych przeszła na  stronę Karola Roberta. Na sejmie w Peszcie Karol Robert został ogłoszony królem (27 listopad 1308).

## Panowanie

### Koronacja
Karol Robert został ponownie koronowany nową koroną 15 lub 16 czerwca 1309 roku przez nowego arcybiskupa ostrzyhomskiego – Tomasza. Koronacja została jednak uznana ponownie za nieważną. W tym czasie korona św. Stefana znajdowała się u wojewody siedmiogrodzkiego, który odebrał ją uwięzionemu Ottonowi. Wojewoda oddał Karolowi Robertowi koronę dopiero po interwencji papieża Klemensa V i ekskomunice na wojewodę nałożoną przez nowego legata papieskiego. Trzecia, pełnoprawna koronacja Karola Roberta na króla Węgier odbyła się 27 sierpnia 1310 roku. Karol Robert został koronowany przez arcybiskupa Tomasza.

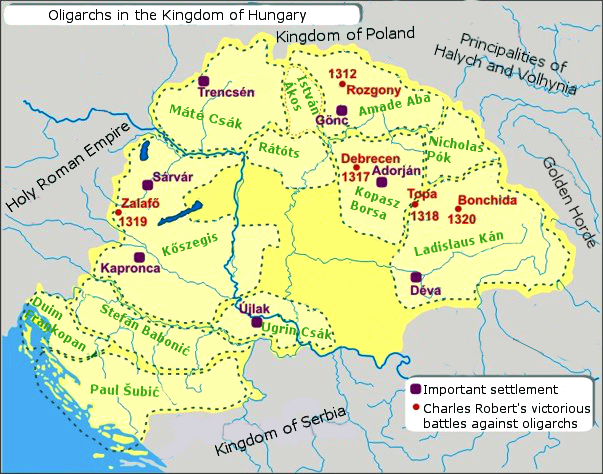
Ziemie rządzone przez możnowładców w królestwie Węgier na początku XIV wieku.

### Zmagania z możnowładcami

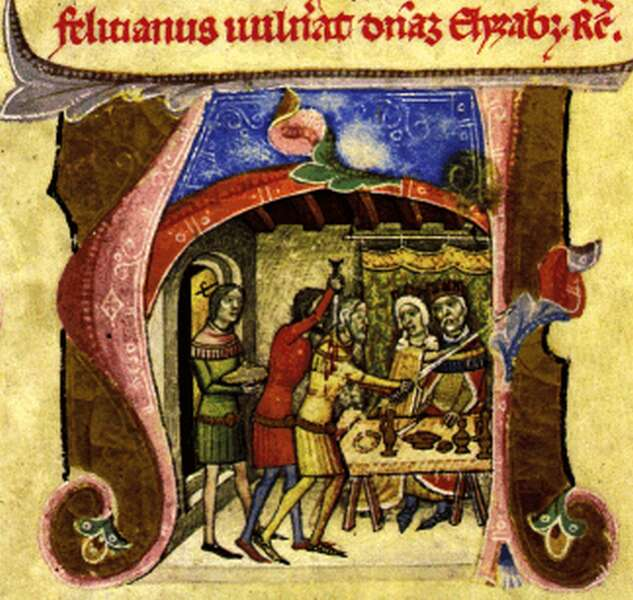
Napad Felicjana Zacha na rodzinę królewską.

Nie wszyscy możnowładcy popierali Karola Roberta. Na czele opozycji wobec władcy stanął potężny możnowładca Amadej Aba. Karol Robert w 1310 roku pozbawił Amadeja wszystkich urzędów i stanowisk na co możnowładca odpowiedział buntem. W 1311 roku Aba próbował zdobyć Koszyce, jednak poległ podczas walk. Jego synowie i możnowładca Mateusz Czak zostali pokonani w bitwie pod Rozhanovcami przez wojska królewskie, gdzie poległa większość synów Amadeja Aby. Posiadłości rodu Aba podzielono na części i rozdano wiernym możnowładcom w późniejszych latach. Następnie wojska króla Karola Roberta zdobyły Trnawę i Hollókő (1313), a także Komarno i Wyszehrad (1317). Walki z Mateuszem Czakiem trwały aż do roku 1321, kiedy to Karol Robert zajął siedzibę magnata - zamek w Trenczynie. Podczas walk Mateusz Czak poległ. Karol Robert prowadził, także zwycięskie boje z innymi węgierskimi możnowładcami. W 1330 roku magnat Felicjan Zach skonfliktowany z królem dokonał napadu na zamek w trakcie którego Felicjan zranił Karola Roberta w rękę i obciął królowej Elżbiecie cztery palce. Felicjan Zach został jednak zabity przez straż pałacową. Po tym incydencie król kazał wymordować cały ród Zachów z wyjątkiem Klary Zach. 

### Polityka wewnętrzna

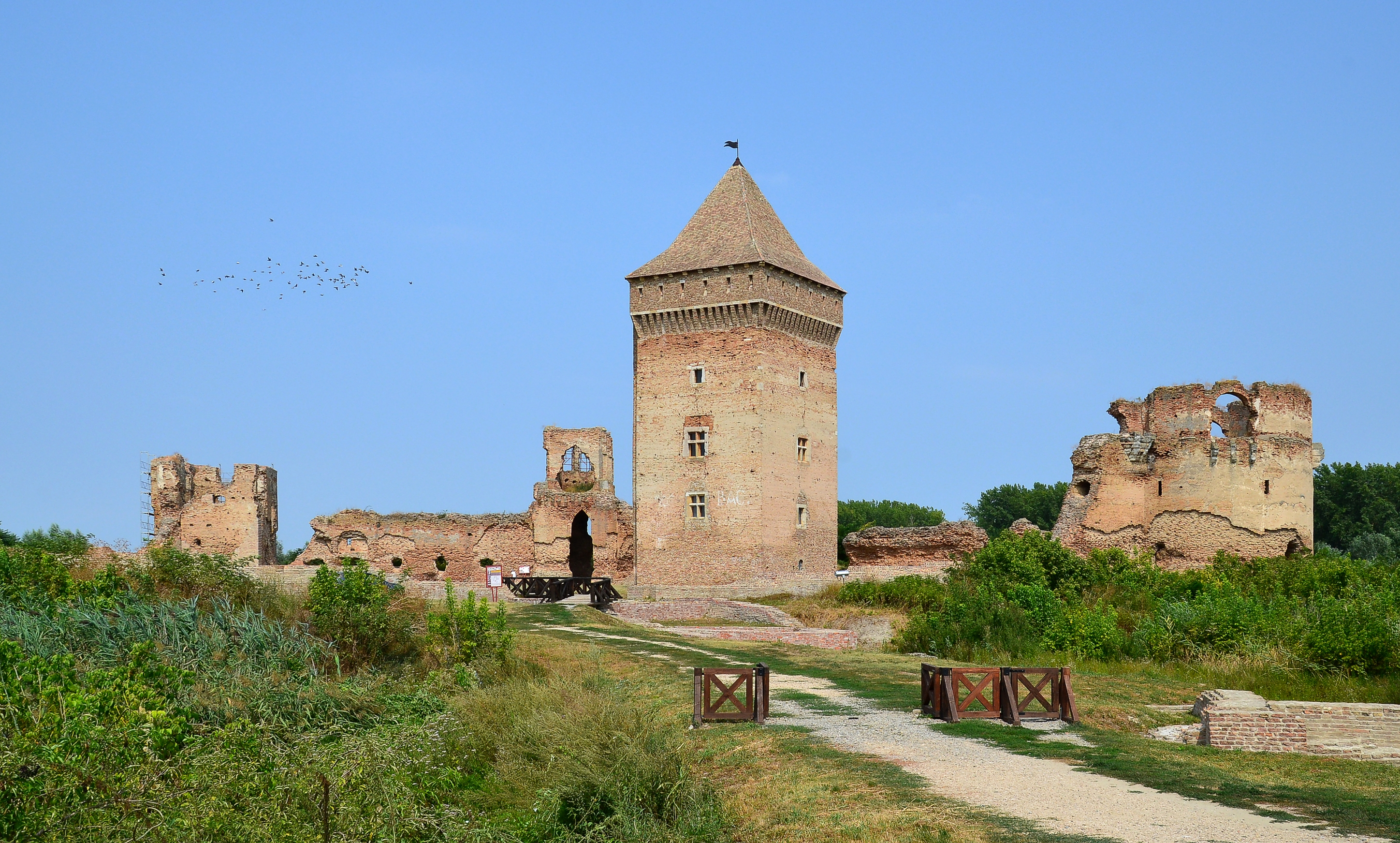
Twierdza Bač zbudowana przez Karola Roberta.

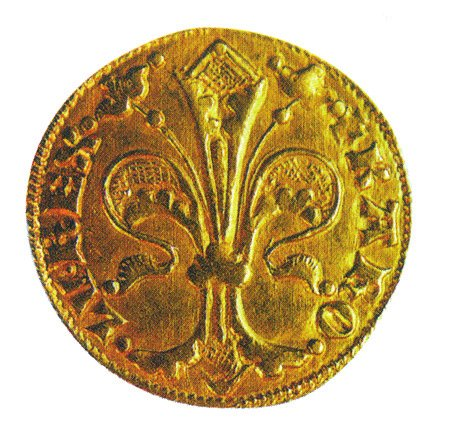
Złoty Floren wprowadzony do obiegu przez Karola Roberta.

Władca popierał rozwój rzemiosła i handlu, wprowadził nową walutę (złoty floren) około 1326 roku. Przeprowadził reformę sił zbrojnych. Dwa lata walczył o władzę z opozycją mieszczan pochodzenia niemieckiego. Karol Robert ustanowił też stolicą Węgier Temesvar (1310–1323), a następnie Wyszehrad (od 1323). Po ślubie z Elżbietą Łokietkówną w 1320 roku doprowadził do obrania Bolesława toszeckiego arcybiskupem ostrzyhomskim. Karol Robert wprowadził też zmiany w administracji oraz zbudował nowe zamki na południowej granicy państwa. Pochodzący z Neapolu Karol Robert wprowadził do kręgu węgierskich możnych swoich włoskich doradców (np. ród Drugethów). 

### Polityka zagraniczna

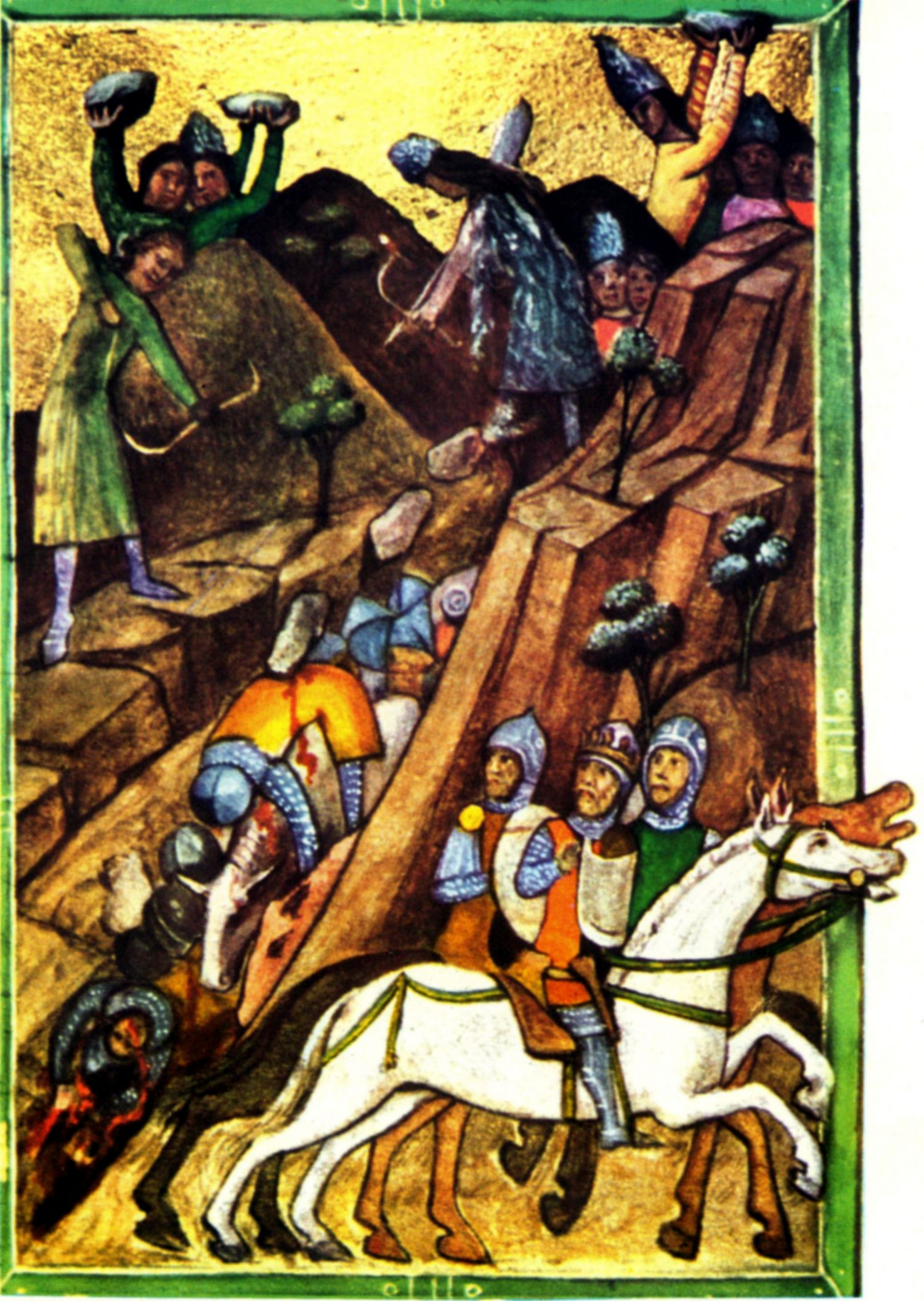
Bitwa pod Posadą (1330) pomiędzy wojskami węgierskimi Karola Roberta, a wojskami wołoskimi Basaraba I. W wyniku zasadzki urządzonej przez Wołochów zginęła większość armii węgierskiej (Kronika Ilustrowana).

W 1314 roku król Karol Robert zawarł sojusz z Fryderykiem Pięknym z rodu Habsburgów będącym księciem Austrii i pretendentem do tronu niemieckiego w konkurencji do Ludwika Wittelsbacha. W 1322 roku książę Austrii Fryderyk Piękny zrzekł się Bratysławy na rzecz Karola Roberta w zamian za pomoc zbrojną przeciw Ludwikowi Wittelsbachowi. W 1318 roku ożenił się z siostrą króla Czech Beatrycze Luksemburską. Po śmierci Beatrycze w 1319 roku gwarancją sojuszu miały być zaręczyny syna Karola - Władysława z córką króla Czech Jana Luksemburskiego – Anną. Małżeństwo i sojusz nie doszły jednak do skutku. Podczas wyprawy w 1322 roku Karol Robert pomógł Bośni zrzucić chorwacką zależność. Zawiązał też sojusz z banem Stefanem II. Doszło też do mariażu córki księcia gniewkowskiego Elżbiety z banem Bośni. Z tego związku na świat przyszła Elżbieta, małżonka syna Karola – Ludwika. W 1324 roku Karol Robert narzucił zależność lenną hospodarowi Wołoszczyzny Basarabowi I. Zależność ta trwała tylko rok i po buncie Wołochów i nieudanej interwencji zbrojnej Węgry utraciły wołoskie lenno. Pod koniec roku 1330 Karol Robert wyprawił się na Wołoszczyznę i pomimo początkowych sukcesów poniósł dotkliwą klęskę w wielkiej bitwie pod Posadą podczas której Karol Robert uciekł z pola bitwy. Nieudała się też próba podporządkowania Węgrom innego bałkańskiego władcy - cara Serbii Stefana Urosza w 1335 roku. W 1330 roku król dołączył do sojuszu przeciwko Ludwikowi Wittelsbachowi, w którym znaleźli się też król Polski, król Neapolu i książę Austrii. Z tym ostatnim sprzymierzył się też przeciwko królowi Czech Janowi Luksemburskiemu. Pomimo tego na zjeździe w Wyszehradzie (1335) Karol Robert zawiązał sojusz z królem Czech. Oprócz tego Karol Robert i Jan Luksemburski podjęli się tam arbitraży w sporze polsko-krzyżackim. Do kolejnego spotkania z królami Czech i Polski doszło też rok później. W 1337 roku prowadził też wojnę przeciwko władcy Austrii Ottonowi Wesołemu, pomimo że król udzielił mu pomocy militarnej w walce o tron w 1328 roku. Wojna ta zakończyła się tego samego roku. Karol Robert wspierał też wyprawy władców Polski na Ruś Halicko-Włodzimierską mające na celu osadzenie na tronie Bolesława Jerzego II (1325) i przyłączenie państwa do Polski Kazimierza Wielkiego (1340). Karol Robert wystąpił też z roszczeniami do tronu królestwa Neapolu, pomimo że został ich pozbawiony przez papieża w 1297. W wyniku tego doszło do wysłania syna władcy – Andrzeja na dwór neapolitański i zaplanowano jego mariaż z przyszłą królową Neapolu – Joanną.

### Stosunki z Polską
Karol Robert kiedy walczył o węgierski tron toczył wojnę z królem Czech i Polski Wacławem II. Z Karolem Robertem początkowo Łokietek miał złe stosunki, zwłaszcza od czasu, gdy ten rozprawił się z północnowęgierskimi możnowładcami, w tym z rodem Aba będącym w sojuszu z Władysławem Łokietkiem. Sytuacja zmieniła się po podwójnej elekcji w Niemczech w roku 1314, gdy rozpętał się ostry konflikt i w rywalizacji o tron cesarski król Czech Jan Luksemburski poparł Ludwika IV Bawarskiego, a Karol Robert – księcia Austrii Fryderyka Pięknego. Wobec wznowienia roszczeń czeskich do tronu polskiego stanowiska Polski i Węgier zaczęły się do siebie zbliżać. W 1320 roku, zapewne wnet po koronacji Łokietka, doszło do małżeństwa Karola Roberta z Elżbietą Łokietkówną. Związek ten stał się fundamentem długotrwałego sojuszu obu państw, który mocno zaważył na przyszłości Polski. Między innymi interwencja dyplomatyczna Karola Roberta w 1327 roku zapobiegła podporządkowaniu Janowi Luksemburskiemu ziem będących pod władzą króla Władysława Łokietka. Karol Robert podjął się też mediacji w polsko-krzyżackim sporze na zjeździe w Wyszehradzie (1335). Wspomagał też wyprawy władców polski na Ruś Halicko-Włodzimierską w 1325 i 1340 roku. Za jego panowania na zjeździe w 1339 roku pojawiła się idea przejęcia przez Andegawenów polskiego tronu po bezpotomnej śmierci Kazimierza Wielkiego.  

### Śmierć
Karol Robert zmarł 16 lipca 1342 roku w Wyszehradzie. Król po śmierci został pochowany w katedrze w Székesfehérvár, tradycyjnym miejscu pochówku i koronacji władców Węgier. Jest uznawany za jednego z najwybitniejszych władców Węgier dzięki czynnemu udziałowi w polityce zagranicznej i przeprowadzeniu wielu reform. Ukrócił on pozycję możnowładców i zbudował wiele zamków. Po jego śmierci na tron wstąpił jego syn Ludwik Andegaweński.

## Małżeństwa i potomstwo

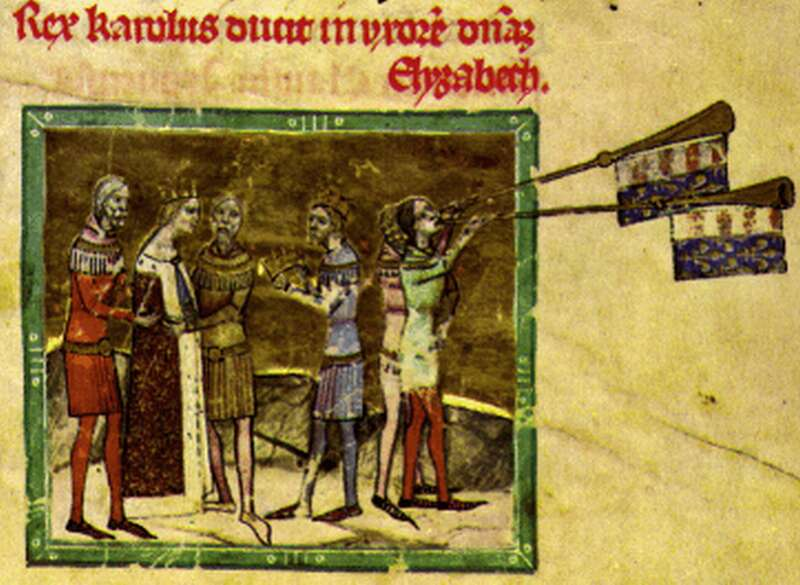
Ślub Karola Roberta z Elżbietą Łokietkówną.

Karol Robert był żonaty trzykrotnie. W latach 1306–1317 jego żoną była Maria, córka księcia Kazimierza bytomskiego. 24 czerwca 1318 ożenił się z Beatrycze, córką cesarza Henryka VII Luksemburskiego. Z Beatrycze miał jedno dziecko urodzone i zmarłe  około 11 października 1319. Podczas jego porodu Beatrycze zmarła, więc 6 lipca 1320 poślubił Elżbietę, córkę Władysława I Łokietka, króla polskiego. Para miała 5 synów:
- Karol (ur. początek 1323 r. - zm. przed 5 czerwca 1323 r.[9][10]),
- Władysław (1 października 1324 r.[9][10]– 24 lutego 1329 r.[10]), planowanego jego ślub z Anną Luksemburską[10],
- Ludwik (ur. 5 marca 1326 r.[9][10]– zm. 1382 r.) – król Węgier (1342-1382) i Polski (1370-1382)
- Andrzej (ur. 1327 r.[9]– zm. 1345 r.)– książę Kalabrii i Salerno
- Stefan (ur. 1332 r.[9]–zm. 1354 r.) – książę Dalmacji i Slawonii

Przed poślubieniem Elżbiety, Karol doczekał się syna ze związku pozamałżeńskiego:
- Koloman (1316/1317 – po 1376) – biskup Györ; jego matką była bliżej nieznana konkubina, pochodzącą z wyspy Csepel na Dunaju. Jeszcze w 1328 Koloman pozostawał pod opieką swojego wychowawcy Pawła. Już w 1332 roku był kantorem w kapitule waradyńskiej, po czym od 1337 do śmierci – biskupem Györ. 6 maja 1337 roku papież Benedykt XII legitymizował Kolomana, uwalniając go od jego nieprawego pochodzenia[11].

Istnienie dwóch córek Karola Roberta i Elżbiety Łokietkówny budzi wątpliwości historyków, lecz Stanisław Sroka w swojej publikacji z 2015 r. polemizuje z własną tezą zaprezentowaną w pierwotnym wydaniu swojej książki Genealogia Andegawenów węgierskich z 1999 r. i twierdzi, że istnieje wysokie prawdopodobieństwo, że Elżbieta Łokietkówna urodziła 2 córki podczas trwania małżeństwa z Karolem Robertem:
- Katarzyna (ur. 1321 r. lub 1322 r.[9] -  zm. pomiędzy 1339 r. a 1355 r.[9]), w 1338 r. poślubiła Henryka Świdnickiego, swojego kuzyna[9],
- Elżbieta (ur. pomiędzy 1328 r. a 1331 r. - zm. ?[9]), była żoną księcia niemodlińskiego Bolesława II[9].

## Upamiętnienie
- Karol Robert znajduje się na węgierskim banknocie dwustoforintowym[7]

Karol Robert w kulturze
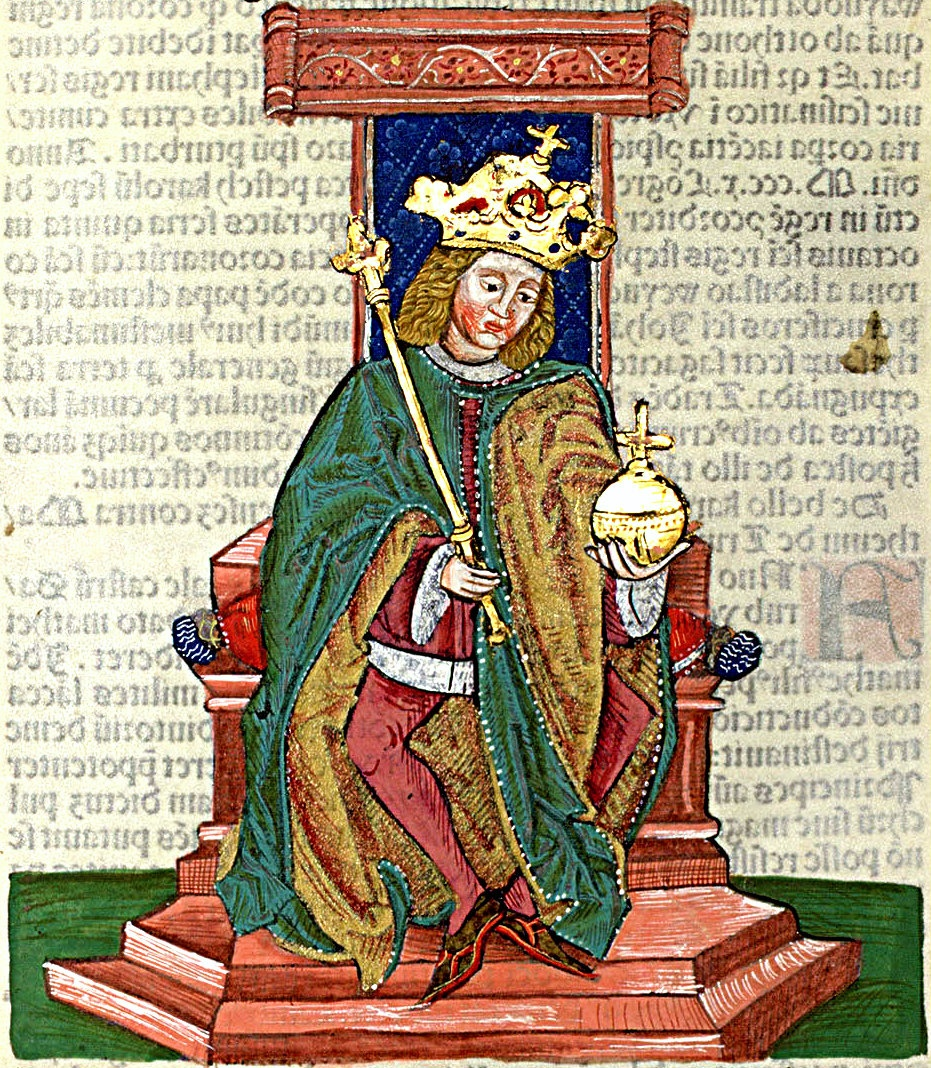
Karol Robert w Kronice Thurócziego
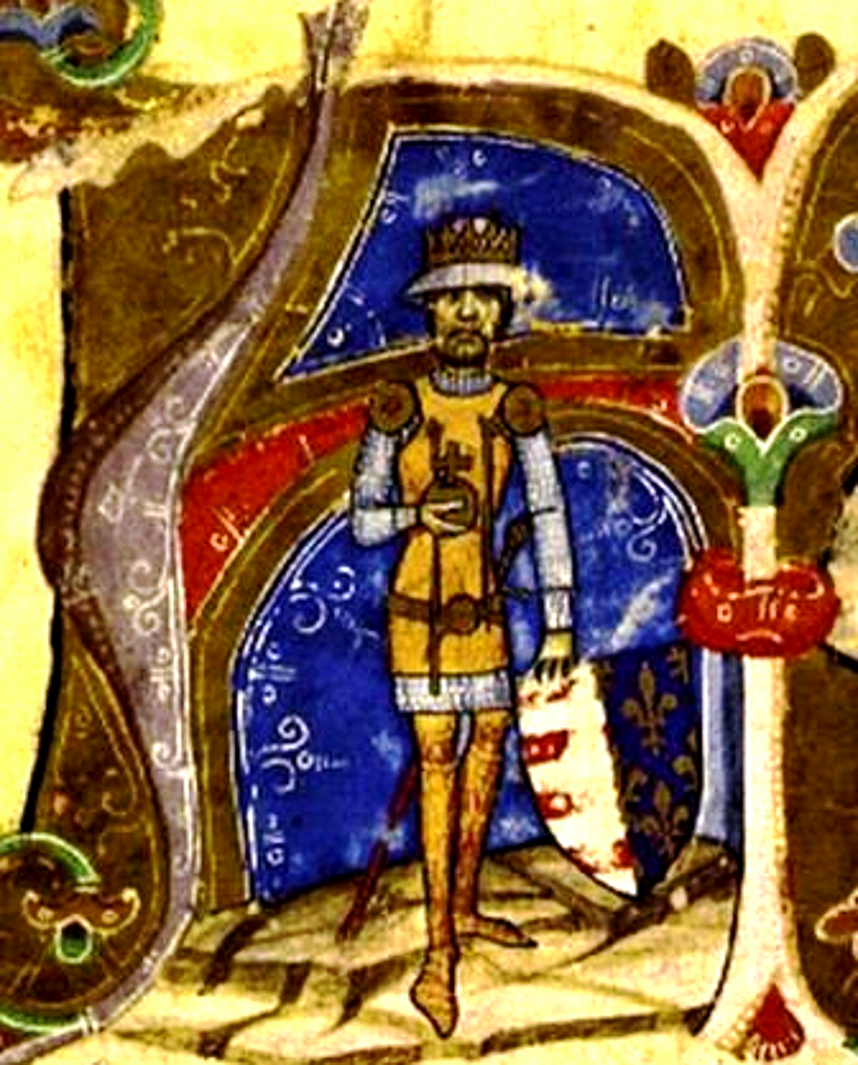
Karol Robert w Kronice Ilustrowanej
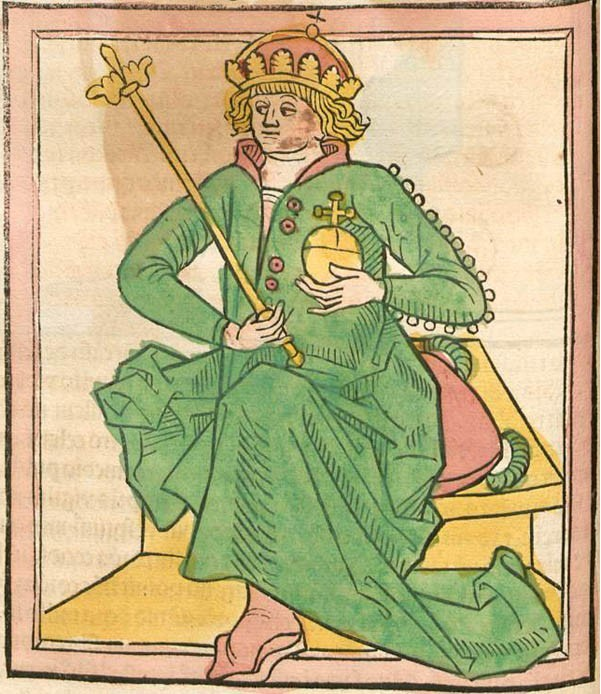
Karol Robert
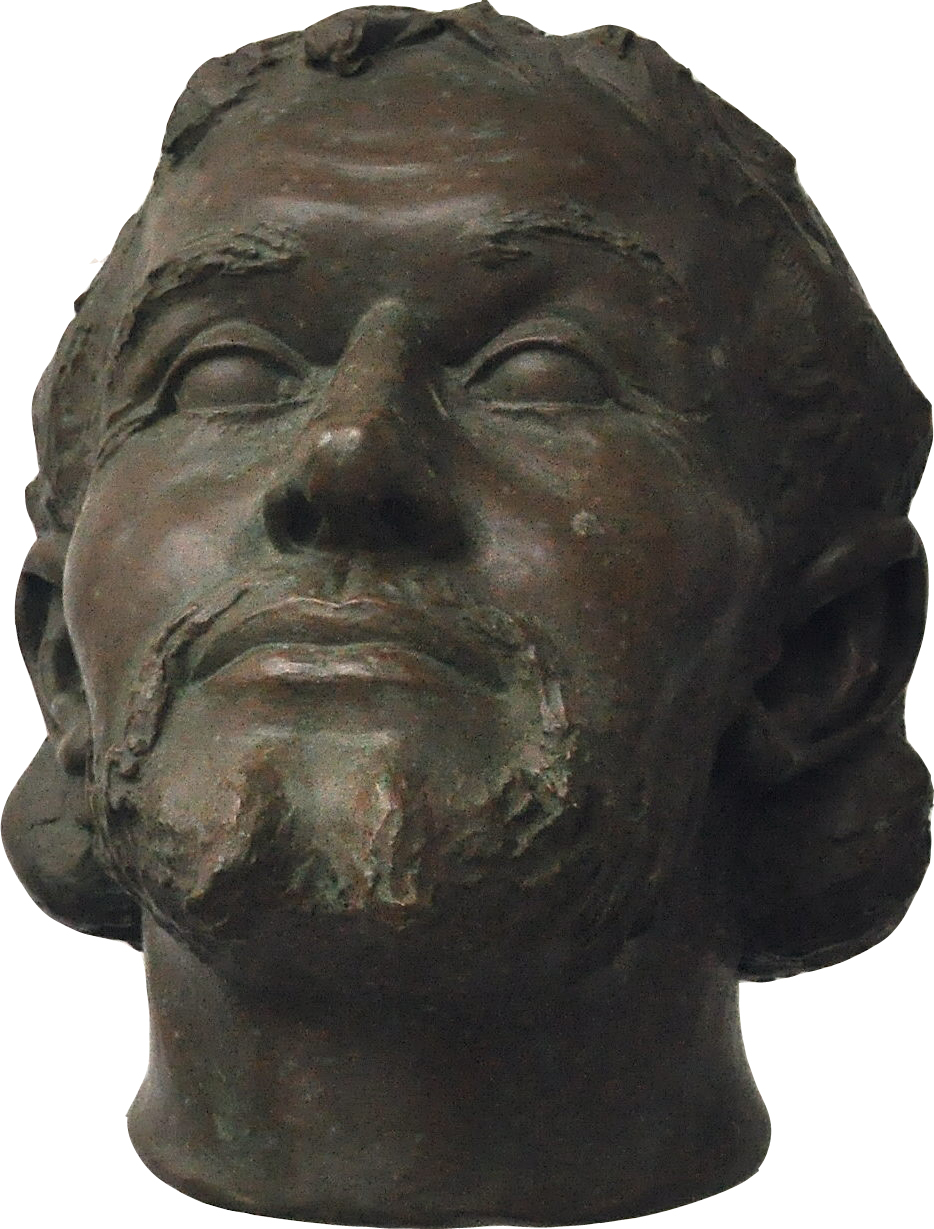
Rekonstrukcja twarzy Karola Roberta
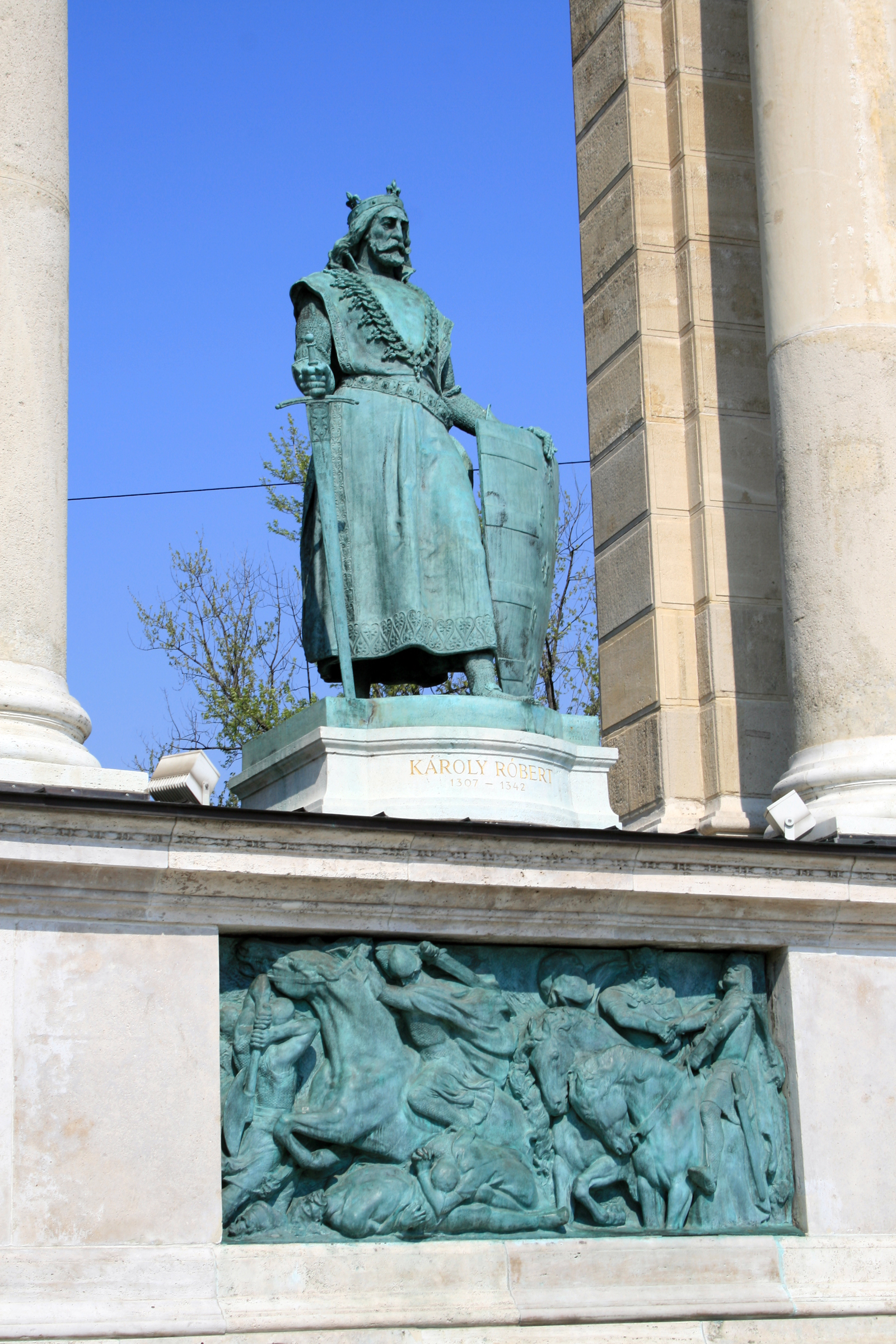
Pomnik Karola Roberta w Budapeszcie na Placu Bohaterów.
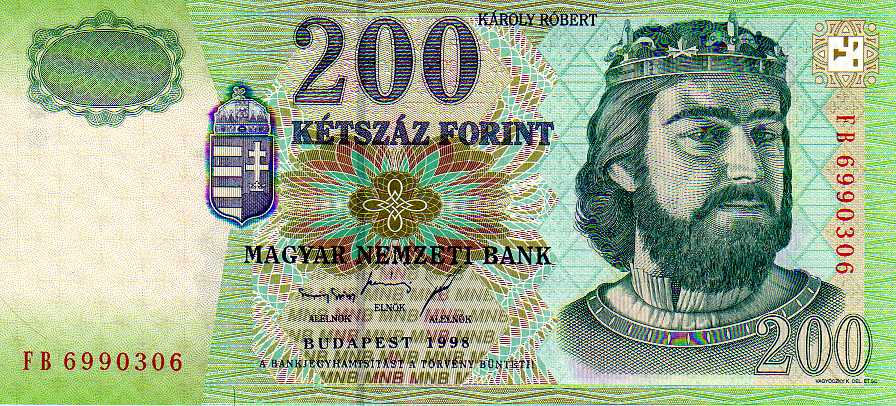
Banknot węgierski z Karolem Robertem

## Genealogia
|  |                                                |  |  |  |  |  |  |  |  |  |  |  |  |
|  | Karol I (1226-1285), kr. Sycylii               |  |  |  |  |  |  |  |  |  |  |  |  |
|  |                                                |  |  |  |  |  |  |  |  |  |  |  |  |
|  |                                                |  |  |  |  |  |  |  |  |  |  |  |  |
|  | Karol II (1254-1309), kr. Sycylii              |  |  |  |  |  |  |  |  |  |  |  |  |
|  |                                                |  |  |  |  |  |  |  |  |  |  |  |  |
|  |                                                |  |  |  |  |  |  |  |  |  |  |  |  |
|  | Beatrycze z Prowansji (1234-1267)              |  |  |  |  |  |  |  |  |  |  |  |  |
|  |                                                |  |  |  |  |  |  |  |  |  |  |  |  |
|  |                                                |  |  |  |  |  |  |  |  |  |  |  |  |
|  | Karol Martel (1271-1295), ks. Salerno          |  |  |  |  |  |  |  |  |  |  |  |  |
|  |                                                |  |  |  |  |  |  |  |  |  |  |  |  |
|  |                                                |  |  |  |  |  |  |  |  |  |  |  |  |
|  | Stefan V (1239-1272), kr. Węgier               |  |  |  |  |  |  |  |  |  |  |  |  |
|  |                                                |  |  |  |  |  |  |  |  |  |  |  |  |
|  |                                                |  |  |  |  |  |  |  |  |  |  |  |  |
|  | Maria węgierska (ok. 1257-1323)                |  |  |  |  |  |  |  |  |  |  |  |  |
|  |                                                |  |  |  |  |  |  |  |  |  |  |  |  |
|  |                                                |  |  |  |  |  |  |  |  |  |  |  |  |
|  | Elżbieta Kumanka (1239/1240 – po 1290)         |  |  |  |  |  |  |  |  |  |  |  |  |
|  |                                                |  |  |  |  |  |  |  |  |  |  |  |  |
|  |                                                |  |  |  |  |  |  |  |  |  |  |  |  |
|  | Karol I Robert                                 |  |  |  |  |  |  |  |  |  |  |  |  |
|  |                                                |  |  |  |  |  |  |  |  |  |  |  |  |
|  |                                                |  |  |  |  |  |  |  |  |  |  |  |  |
|  | Albrecht IV Austriacki (1188-1239), hr. Aargau |  |  |  |  |  |  |  |  |  |  |  |  |
|  |                                                |  |  |  |  |  |  |  |  |  |  |  |  |
|  |                                                |  |  |  |  |  |  |  |  |  |  |  |  |
|  | Rudolf I Habsburg (1218-1291), kr. Niemiec     |  |  |  |  |  |  |  |  |  |  |  |  |
|  |                                                |  |  |  |  |  |  |  |  |  |  |  |  |
|  |                                                |  |  |  |  |  |  |  |  |  |  |  |  |
|  | Jadwiga von Kyburg (1192-1260)                 |  |  |  |  |  |  |  |  |  |  |  |  |
|  |                                                |  |  |  |  |  |  |  |  |  |  |  |  |
|  |                                                |  |  |  |  |  |  |  |  |  |  |  |  |
|  | Klemencja Habsburg (ok. 1271-1295)             |  |  |  |  |  |  |  |  |  |  |  |  |
|  |                                                |  |  |  |  |  |  |  |  |  |  |  |  |
|  |                                                |  |  |  |  |  |  |  |  |  |  |  |  |
|  | Burchard V, hr. Hohenberg                      |  |  |  |  |  |  |  |  |  |  |  |  |
|  |                                                |  |  |  |  |  |  |  |  |  |  |  |  |
|  |                                                |  |  |  |  |  |  |  |  |  |  |  |  |
|  | Gertruda von Hohenberg (ok. 1230/1235-1281)    |  |  |  |  |  |  |  |  |  |  |  |  |
|  |                                                |  |  |  |  |  |  |  |  |  |  |  |  |
|  |                                                |  |  |  |  |  |  |  |  |  |  |  |  |
|  | Mechthild von Tübingen                         |  |  |  |  |  |  |  |  |  |  |  |  |
|  |                                                |  |  |  |  |  |  |  |  |  |  |  |  |
|  |                                                |  |  |  |  |  |  |  |  |  |  |  |  |